# .gr
.gr je vrhovna internetska domena (country code top-level domain - ccTLD) za Grčku. Domenom upravlja FORTH-ICS.

## Vanjske poveznice
- IANA .gr whois informacija  Arhivirana inačica izvorne stranice od 5. srpnja 2008. (Wayback Machine)